# تيك توك من أوز
تيك-توك من أوز (بالإنجليزية: Tik-Tok of Oz)‏ هو ثامن كتاب من سلسلة أوز بقلم ليمان فرانك بوم، ونشر 19 يونيو 1914. ولا يتكلم الكتاب في الواقع كثيرا عن شخصية تيك-توك بل عن رحلة شاغي مان (الذي تم تقديمه في قصة الطريق إلى أوز) لإنقاذ شقيقه، وصراعه مع ملك النومي.
احتوت الأوراق الأخيرة من الطبعة الأولى على خرائط: واحدة لأرض أوز نفسها، وواحدة للقارة التي تقع عليها أوز والدول المجاورة لها. وكانت هذه أولى الخرائط المطبوعة عن أوز.